# Diamante-de-peale
Diamante-de-peale (nome científico: Erythrura pealii) é uma espécie de ave endêmica de Fiji e que pertence à família Estrildidae.

## Taxonomia
Erythrura é um gênero da família Estrildidae cujos membros ocorrem no Sudeste Asiático e na Australásia. São pequenos pássaros com asas e caudas arredondadas. A maioria das espécies tem corpos verdes, e todos, menos um, têm a cauda vermelha que dá ao gênero seu nome científico Erythrura, termo derivado do grego antigo ερυθρός (erythros), "vermelho"; e ουρά (oura), "cauda". Em língua inglesa, seu nome popular atual é "Fiji parrotfinch", mas "Fijian Fire-tail Finch" era usado na literatura antiga.

## Descrição
O diamante-de-peale é um pequeno pássaro, com 10 cm de comprimento. O macho adulto tem um corpo e asas verde-claro, cabeça vermelha e garupa e cauda escarlate. A plumagem enegrecida do queixo torna-se azul escuro na garganta inferior e turquesa na parte superior do peito antes de desaparecer no verde das partes inferiores. O bico grosso é cinza-escuro, os olhos são marrom-avermelhados e as pernas e pés são marrom-rosados. A fêmea é muito semelhante ao macho, mas possivelmente um pouco mais opaca e com flancos mais pálidos. Os pássaros jovens têm um bico amarelo de ponta escura e, às vezes, um rosto azulado que gradualmente fica vermelho, mas o resto da plumagem é como o adulto. Plumagem madura completa é alcançada em cerca de 20 meses. Alguns raros indivíduos raros desta espécie têm a cabeça e o rosto inteiros em azul, aparentemente devido a uma mutação natural.

## Distribuição e habitat
A espécie é endêmica de Fiji, onde é encontrada nas quatro maiores ilhas (Viti Levu, Vanua Levu, Taveuni e Kadavu) e também nas menores ilhas ocidentais dos arquipélagos de Mamanuca e Yasawa. É incomum, mas generalizado, encontrado em habitats florestais e abertos, do nível do mar a pelo menos 1 200 metros em Viti Levu. Parece ser menos comum em Taveuni do que nas ilhas maiores. Ele se adaptou bem aos habitats artificiais, e é visto em pradarias, pastagens, arrozais, parques e jardins. Muitas espécies do gênero são predominantemente aves de floresta, mas o ornitólogo americano Jared Diamond sugeriu que, no Pacífico central, onde não existem pássaros do gênero Lonchura comedoras de sementes ocupando os habitats abertos, espécies como o Erythrura trichroa e seu "primo" de Fiji se expandiram para áreas de gramados de suas ilhas para explorar o suprimento de sementes.

## Comportamento
Quando não está se reproduzindo, o diamante-de-peale é gregário e geralmente é encontrado em pequenos bandos de até seis aves. Alimenta-se de sementes, geralmente no estágio "leite" (aguado maduro). Um dos favoritos é a grama da Guiné, Megathyrsus maximus. O tentilhão também colherá sementes de espigas de arroz, e sua propagação nos jardins foi auxiliada por outra planta preferida, a grama de tapete, Axonopus compressus, que é uma grama comum em Fiji. Este tentilhão facilmente pega insetos, geralmente extraídos de cascas soltas ou fendas de árvores. Também se alimenta de néctar e bagas pequenas. Em algumas áreas, a dieta deste tentilhão pode colocá-lo em conflito com os produtores de arroz, mas não há evidências de que essa espécie protegida seja vista como uma séria ameaça agrícola em Fiji ou na Austrália, onde é mantida em cativeiro em pequenos números.

## Predadores e parasitas
Nenhum parasita específico do diamante-de-peale foi registrado, mas a microsporidiose e a malária aviária, ambas disseminadas por parasitas, foram encontradas em populações em cativeiro de outras espécies do gênero.

## Conservação
O diamante-de-peale é endêmico em um único país, Fiji; embora sua população seja desconhecida, ele é descrito como incomum ou localmente comum. Na ausência de evidências de qualquer declínio de seu número, acredita-se que a população seja estável e, portanto, é classificada como "Pouco Preocupante" na Lista Vermelha da IUCN. Ele é protegido pelo Anexo 2 da Lei de Espécies Ameaçadas e Protegidas de Fiji de 2002, que regula a importação e o comércio de espécies que não se acredita estarem em alto risco de extinção, mas podem ser ameaçadas se seu comércio não for regulamentado. No início do século XX, os europeus em Fiji mantinham essas aves cativas em gaiola, chamando-os de tentilhões cróton por causa de sua preferência pelo arbusto cróton, mas o comércio de animais de estimação não parece ser um fator significativo no momento.
A avifauna nativa de Fiji foi seriamente afetada pela agricultura, desmatamento e introdução pragas como ratos e mangustos. Embora Áreaa Importantea para a Preservação de Aves tenham sido estabelecidas em Taveuni e na floresta a leste de Vanua Levu, os problemas de conservação persistem. O diamante-de-peale se adaptou bem às paisagens artificiais; como não constrói seu ninho no solo nem em buracos, evita a predação por mangustos e a competição por locais de nidificação com as espécies introduzidas de mainás Acridotheres tristis e A. fuscus. Roedores exóticos são capazes de acessar os ninhos e podem afetar a capacidade reprodutiva do pássaro. A introdução potencial de outras espécies, como cobras ou doenças como a malária aviária, pode levar a grandes perdas entre espécies de aves.